# Santa Cecília de Fígols
Santa Cecília de Fígols és una església romànica del municipi de Fígols (Berguedà) inclosa en l'Inventari del Patrimoni Arquitectònic de Catalunya.

## Descripció
És una església romànica d'una sola nau coberta amb volta de canó. No té absis però als peus trobem una torre campanar de secció quadrada amb finestres d'arc de mig punt adovellat. El parament és de cerrus de pedra de petit format, sense treballar, disposats en fileres i units amb morter. La coberta és a dues aigües amb teula àrab. Aquesta església és centre d'un petit nucli habitat, de tipus rural però també relacionats amb la mineria, format per quatre cases força modificades respecte del seu aspecte original. El retaule major de l'església, dedicat a Santa Cecília d'estil barroc del segle xvii. Actualment trobem algunes construccions adossades a aquest edifici principal, així com algunes modificacions del campanar.

## Història
La trobem esmentada en l'acta de consagració de la seu d'Urgell (839). La retrobem diverses vegades durant el s. XI; així com el 1134, amb motiu de la consagració de l'església per Pere, bisbe d'Urgell. Fou l'església del castell de Fígols avui desaparegut.